# (254863) Robinwarren
(254863) Robinwarren est un astéroïde de la ceinture principale.

## Description
(254863) Robinwarren est un astéroïde de la ceinture principale. Il fut découvert le 24 septembre 2005 à Vallemare Borbona par Vincenzo Silvano Casulli. Il présente une orbite caractérisée par un demi-grand axe de 2,64 UA, une excentricité de 0,10 et une inclinaison de 11,4° par rapport à l'écliptique.

## Compléments